# 西安经济技术开发区
西安经济技术开发区1993年9月开工建设，2000年2月被国务院批准为国家级经济技术开发区。2002年6月设立国家级陕西西安出口加工区，规划面积2.8平方公里。2017年成为中国（陕西）自由贸易试验区的一部分。

## 地理区位
西安经济技术开发区位于西安市北城。开发区的中心区位于西安北绕城高速与北二环之间的城市南北中轴线迎宾大道两侧。泾渭工业园、草滩生态产业园、出口加工区等开发区的其他园区依附在中心区周边。随着西安拉大城市骨架、城市重心北移战略的实施，开发区处在西安向北拓展的最前沿。

### 公路交通
开发区道路交通网络四通八达，成米字型向外辐射，与开发区相临的绕城高速公路可连通以下高等级公路：
- 西潼高速：可到临潼、渭南、潼关、洛阳、郑州、北京等地；
- 西阎高速：可到高陵；
- 西铜高速：可到延安、榆林、内蒙等地；
- 西宝高速：可到咸阳、杨凌、宝鸡、天水、兰州、乌鲁木齐等地；
- 西蓝高速：可到蓝田、商州、丹凤、武汉、合肥等地；
- 108国道: 可到周至、佛坪、汉中、成都、重庆等地；

## 吸引外资
截止2007年，经开区内共有企业2500余家，引进工业项目450项。可口可乐、西门子、三菱、日立、罗尔斯·罗伊斯、ABB、海德鲁、康明斯、BP等25家境外世界500强企业投资项目和台湾顶新、香港金威、陕重汽、贵航等一批国内知名企业先后入驻。
陕西西安出口加工区自2004年4月封关运行以来，已吸引西玛阿达、彩辉显示、BP普瑞新能源、凤城精密机械等入区项目32个项目入区，其中已有24家企业投产。2006年全年实现外贸出口1.9亿美元，累计实现进出口额4.6亿美元，在中西部出口加工区中名列前茅。2006年12月，中国正式批准成为全国首批七个拓展保税物流功能试点单位，同时具备出口加工、保税物流、研发、监测及维修功能，成为西北第一个保税物流区，并已于2007年11月22日通过西安海关联合验收组的验收。保税物流区正式投入运行，成为西北首家以加工制造为主、保税物流为辅的先进制造业集聚区和功能完善的内陆“口岸”，将有效的促进陕西和西北地区外向型经济的发展。
经开区成立以来，GDP、技工贸收入、工业总产值和工业增加值等主要指标始终保持较快增长，2003年以来主要经济指标连续5年保持40％左右的发展速度，规模与效益同步并进，2007年地区生产总值逼近200亿元，工业总产值将超过450亿元。